# Bible de famille
Pour les articles homonymes, voir Bible (homonymie).

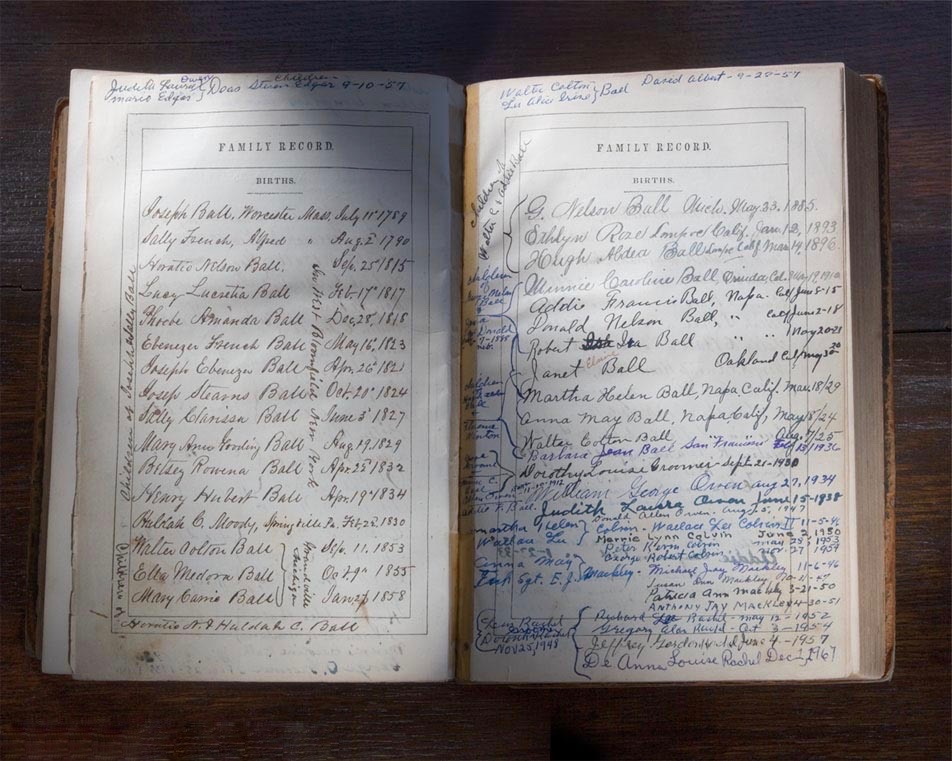
Exemple d'une Bible de famille, montrant des registres de naissance.

Une Bible de famille est une bible transmise par une famille, chaque génération successive enregistrant des informations sur l'histoire de la famille à l'intérieur du livre. Typiquement, cette information comprend les naissances, les décès, les baptêmes, les confirmations et les mariages. D'autres éléments, telles que des lettres, des coupures de journaux, des photographies, peuvent aussi être placées dans une Bible familiale. Au Royaume-Uni, elles étaient courantes à l'époque victorienne et se retrouvent également aux États-Unis, en Australie et en Nouvelle-Zélande. Elles sont souvent utilisées comme sources de recherches généalogiques.